# Littlest Pet Shop
Littlest Pet Shop es una franquicia de juguetes y series de dibujos animados propiedad de Hasbro. La serie de juguetes original fue producida por Kenner a principios de los años 1990. En 1995, Sunbow Productions y Jean Chalopin Creativite et Developpement realizaron una serie de televisión animada basada en la franquicia.
La franquicia se relanzó en 2005 y actualmente se han creado más de 3000 juguetes para mascotas diferentes desde entonces. Hasbro, junto con varios desarrolladores de medios digitales, ha producido videojuegos para consolas como Nintendo DS, Wii y PlayStation 3. Hasbro Studios produjo una segunda serie de televisión animada para Discovery Family, una red de cable estadounidense de propiedad parcial de Hasbro. Esta serie se estrenó en 2012 y concluyó en 2016 tras 104 episodios.
Hasbro ha creado mascotas virtuales para 'adoptar' y jugar online. Estos sitios web eran Littlest Pet Shop VIP y Littlest Pet Shop Online. En 2010, Hasbro lanzó su versión de Blythe como parte de esta línea de juguetes. Se ha producido una amplia variedad de productos Littlest Pet Shop. La primera serie se creó en 2005, la segunda en 2008, la tercera en 2012, la cuarta en 2014 y la más reciente en 2017. En todo el mundo, se sabe que tienen números de juguete codificados en el costado o en la parte inferior, o los tienen en la caja que a veces viene con la pegatina. El 15 de noviembre de 2022, se anunció que Hasbro había llegado a un acuerdo con Basic Fun!. para relanzar los juguetes en 2024.

## Adaptaciones de medios

### Animación series de televisión y cortos

#### Littlest Pet Shop Presents
Los cortos animados, producidos por Cosmic Toast Studios, fueron lanzados online por Hasbro.

#### Littlest Pet Shop: A World of Our Own
La serie animada de 2018, producida por Hasbro Studios y Boulder Media Limited para Discovery Family. Su reparto principal incluye una tortuga llamada Bev (con la voz de Rhona Rees), un gato llamado Jade (con la voz de Ingrid Nilson), un perro llamado Roxie (con la voz de Diana Kaarina), un hámster llamado Trip (con la voz de Travis Turner), una cabra llamado Quincy (con la voz de Kyle Rideout), y un perico llamado Edie (con la voz de Lili Beaudoin).
La serie se estrenó el 14 de abril de 2018 y tuvo 52 episodios de once minutos. El programa fue cancelado después de solo una temporada.